# Lijst van voetbalinterlands Albanië - Faeröer
Deze lijst van voetbalinterlands is een overzicht van alle officiële voetbalwedstrijden tussen de nationale teams van Albanië en Faeröer. De landen speelden tot op heden twee keer tegen elkaar. De eerste ontmoeting, een kwalificatiewedstrijd voor het Europees kampioenschap voetbal 2024, werd gespeeld in Tórshavn op 20 juni 2023. Het laatste duel, de returnwedstrijd in dezelfde kwalificatiereeks, vond plaats op 20 november 2023 in Tirana.

## Wedstrijden
| № | Plaats   | Datum            | Competitie           | Wedstrijd         | Uitslag |
| - | -------- | ---------------- | -------------------- | ----------------- | ------- |
| 1 | Tórshavn | 20 juni 2023     | EK 2024 kwalificatie | Faeröer – Albanië | 1 – 3   |
| 2 | Tirana   | 20 november 2023 | EK 2024 kwalificatie | Albanië − Faeröer | 0 − 0   |

## Samenvatting
| Competitie      | Totaal gespeeld | Winst Albanië | Gelijk | Winst Faeröer | Doelsaldo Albanië – Faeröer |
| --------------- | --------------- | ------------- | ------ | ------------- | --------------------------- |
| EK-kwalificatie | 2               | 1             | 1      | 0             | 3 − 1                       |
| Totaal          | 2               | 1             | 1      | 0             | 3 − 1                       |